# Bridelia scleroneura
Bridelia scleroneura är en emblikaväxtart som beskrevs av Johannes Müller Argoviensis. Bridelia scleroneura ingår i släktet Bridelia och familjen emblikaväxter.

## Underarter
Arten delas in i följande underarter:
- B. s. habroneura
- B. s. angolensis
- B. s. scleroneura